# Probulov
Probulov, bis 1924 Probylov (deutsch Probulow) ist eine Gemeinde in Tschechien. Sie liegt acht Kilometer südöstlich von Mirovice und gehört zum Okres Písek.

## Geographie
Probulov befindet sich im Quellgebiet des Baches Probulovský potok auf einer Hochfläche im Mittelböhmischen Hügelland. Gegen Osten liegt der Orlík-Stausee. Nördlich des Dorfes verläuft die Staatsstraße I/19 zwischen Březnice und Milevsko. Im Norden erhebt sich der Chlum (502 m) und südöstlich der Plechový (452 m).
Nachbarorte sind Kožlí im Norden, Orlík, Staré Sedlo und Višňovka im Nordosten, V Malči, Kostelec nad Vltavou, Zahrádka und Na Pískách im Osten, Doly, U Šrůty und Peklo im Südosten, Nevězice und Koloredov im Süden, Vrábsko, Laziště und Nový Dvůr im Südwesten, Na Pazderně und Králova Lhota im Westen sowie Pod Homolí, Lety und Na Zeleném im Nordwesten.

## Geschichte
Die erste urkundliche Erwähnung des zum königlichen Gut Lety gehörigen Dorfes Probylov erfolgte im Jahre 1312. Zum Ende des 14. Jahrhunderts wurde das Gut Lety an die Herrschaft Klingenberg angeschlossen. Christoph von Schwanberg schlug die Dörfer des Gutes Lety 1540 seiner näher gelegenen Burg Worlik zu. Nach der Schlacht am Weißen Berg wurde der Nachlass des Peter von Schwanberg konfisziert und 1621 die Eggenberger Besitzer der Herrschaft Worlik. Nachdem 1717 die Eggenberger im Mannesstamme erloschen, erbte das Haus Schwarzenberg deren Besitzungen.
Im Jahre 1837 bestand das an der Čimelitzer Straße gelegene Dorf Probulow aus 46 Häusern mit 317 Einwohnern. In Probulow gab es eine Ziegelhütte. Gegen Osten erstreckte sich der herrschaftliche Worliker Tiergarten. Pfarrort war Altsattel (Staré Sedlo). Bis zur Mitte des 19. Jahrhunderts blieb das Dorf der Fideikommissherrschaft Worlik samt den Allodialgütern Zalužan, Zbenitz und Bukowan untertänig.
Nach der Aufhebung der Patrimonialherrschaften bildete Probylov ab 1850 einen Ortsteil der Gemeinde Orlík in der Bezirkshauptmannschaft Písek und dem Gerichtsbezirk Mirovice. 1880 entstand die Gemeinde Probylov. Auf Druck der Alteingesessenen ergriff die Gemeindevertretung im Jahre 1900 die Initiative zu Gründung einer Freiwilligen Feuerwehr. Der amtliche Ortsname Probulov wurde 1924 eingeführt. Im Jahre 1935 wurde Karl VI. zu Schwarzenberg zum Ehrenmitglied der Feuerwehr ernannt.
1964 wurde Probulov nach Králova Lhota eingemeindet. Beim Zensus von 1991 hatte das Dorf 67 Einwohner. Zum 1. Januar 1992 löste sich Probulov wieder von Králova Lhota los und bildete eine eigene Gemeinde. Im Jahr 2001 wurden in Probulov 50 Wohnhäuser und 57 Personen gezählt. Ende 2010 gehörten der Feuerwehr 11 Frauen und 37 Männer an.

## Gemeindegliederung
Für die Gemeinde Probulov sind keine Ortsteile ausgewiesen. Zu Probulov gehört die Ansiedlung Doly.

## Sehenswürdigkeiten
- Kapelle am Dorfplatz
- Tal des Baches Probulovský potok
- Kapelle an der ehemaligen Straße nach Lety
- Wegkreuz an der Straße nach Staré Sedlo

Sehenswürdigkeiten
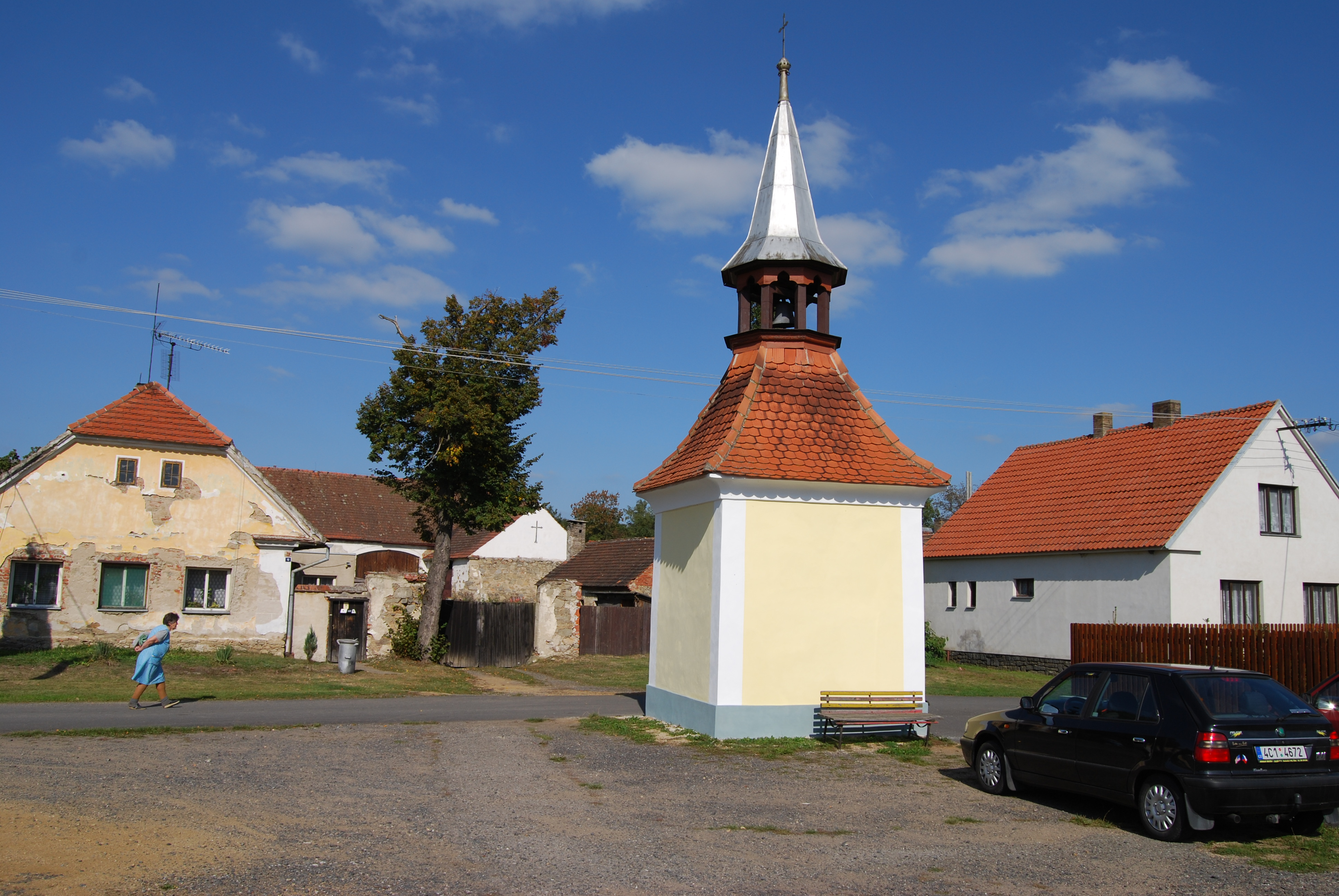
Kapelle am Dorfplatz
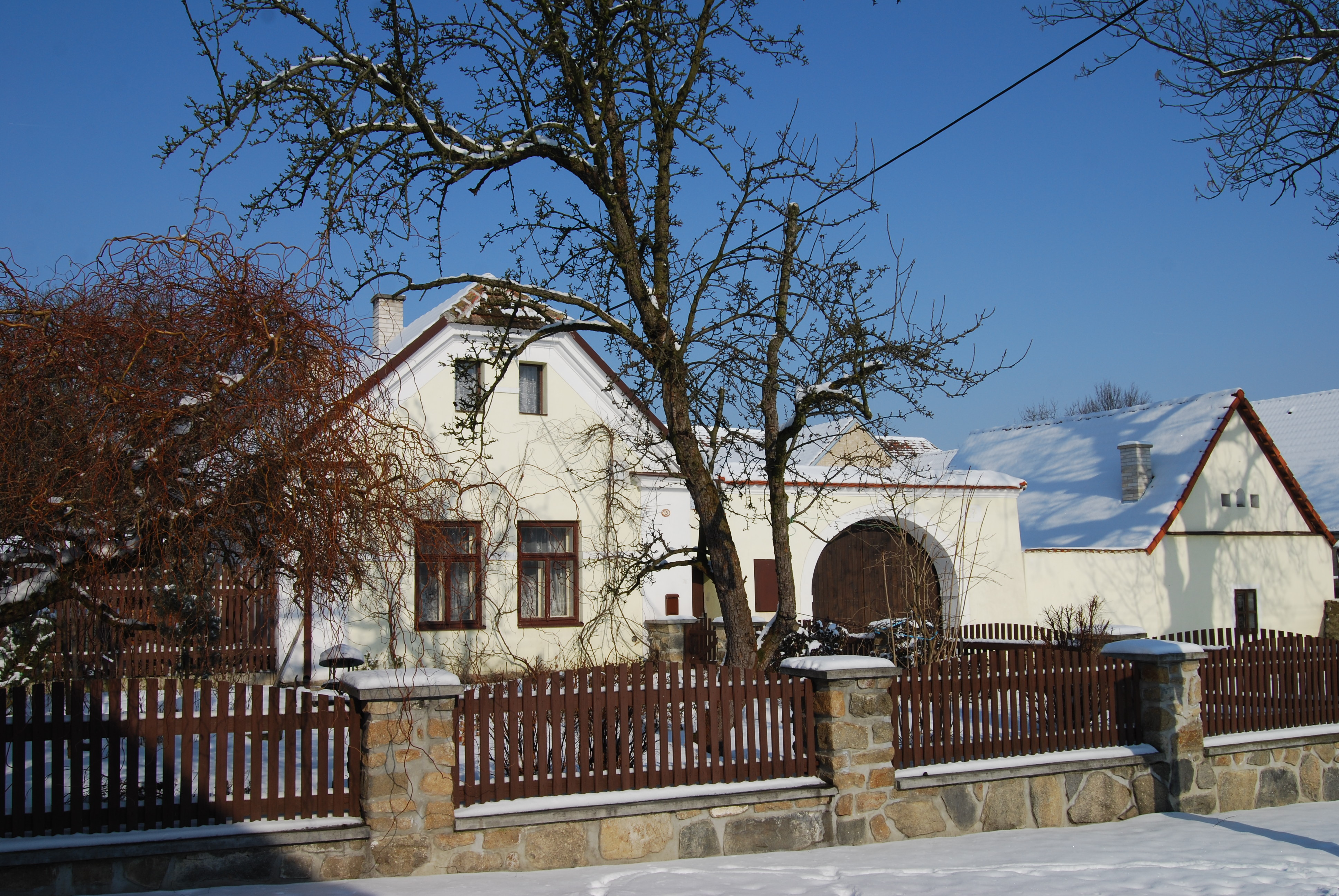
Gehöft in Probulov
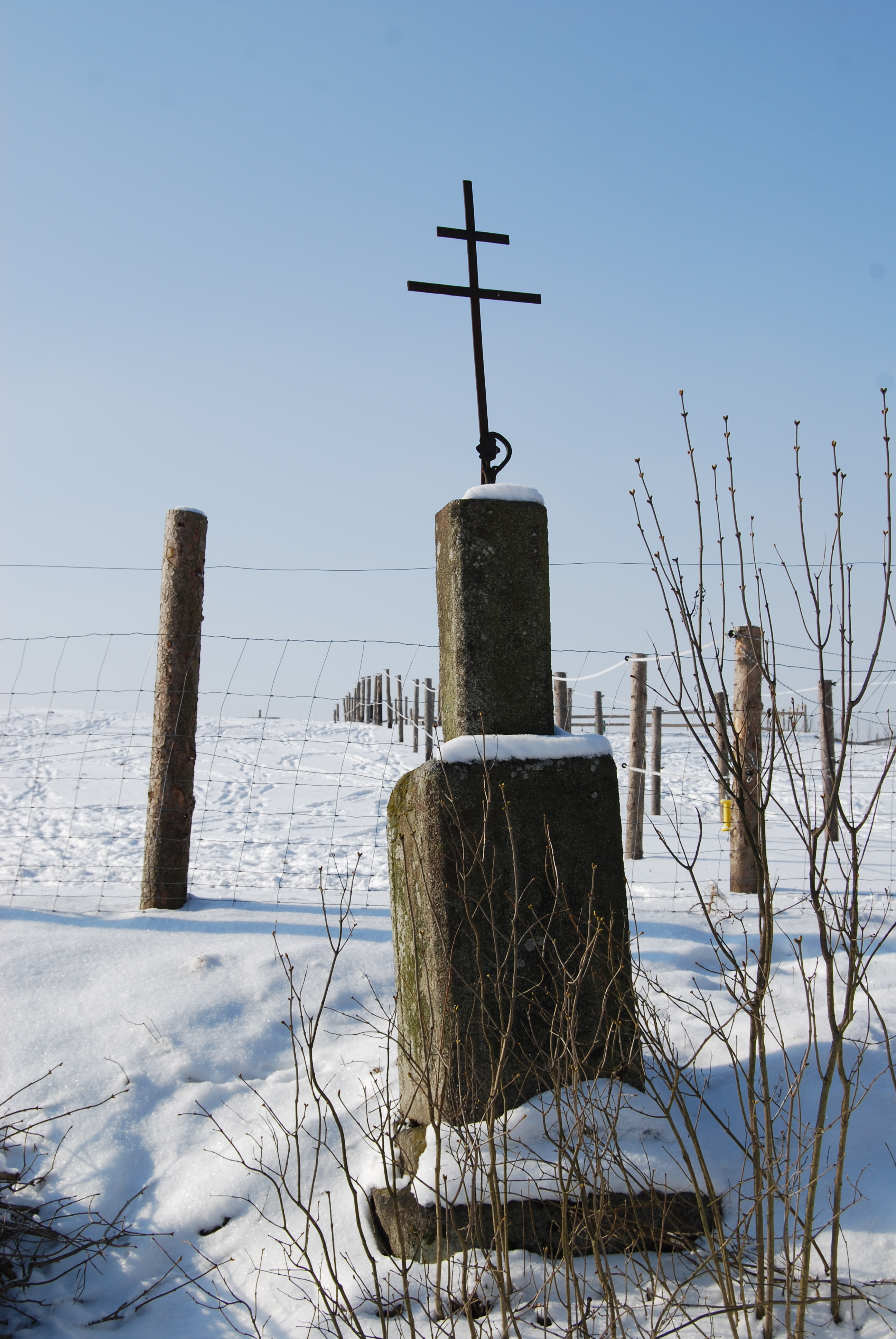
Kreuz an der Straße nach Orlík nad Vltavou